# Karl Olma
Karl Olma, Pseudonym Michael Zöllner (* 24. Juni 1914 in Alzen, Galizien, Österreich-Ungarn; † 23. Februar 2001 in Ingolstadt) war ein deutscher Schriftsteller, Aphoristiker, Lyriker und Journalist. 

## Leben
Karl Olma, der einer bäuerlichen Familie entstammte, besuchte die deutsche Volksschule seines ehemals westgalizischen Heimatdorfes Alzen und das deutsche Gymnasium in Bielitz. Sein Abitur erwarb er 1934. Anschließend wirkte Olma für die Bielitzer Schlesische Zeitung als Redakteur, die von 1925 bis 1937 als wichtiges Organ der deutschen Minderheit in Ostschlesien und ab 1938 als Ableger der Kattowitzer Zeitung erschien.
Bis September 1939 arbeitete er als Sekretär beim Verband deutscher Katholiken in Polen (VdK) in Kattowitz, danach als politischer Schriftleiter bei der Hohensalzaer Zeitung in Hohensalza. Im Juni 1942 folgte seine Einberufung zur Kriegsmarine. Nach dem Zweiten Weltkrieg verdiente Olma seinen Lebensunterhalt zeitweilig im Kunstgewerbe und als Lehrer in Sachsen-Anhalt. 1948 ließ er sich in Ingolstadt nieder, wo er 29 Jahre beim Donaukurier als Journalist und stellv. Chefredakteur angestellt war.
Im Jahr 1960 veröffentlichte er unter dem Pseudonym Michael Zöllner sein erstes Buch: Pflüger im Nebel, ein Roman über die Flucht und Vertreibung einer beskidischen  Bauernfamilie. Ab 1977 arbeitete Olma unter dem Pseudonym Michael Zöllner nur noch als freier Schriftsteller. Nahezu sein ganzes literarisches Schaffen – neben Romanen und einer großen Zahl von Zeitungsartikeln sowie Rundfunkbeiträgen, vor allem Aphorismen, Erzählungen, Lyrik und auch Übersetzungen aus dem Polnischen – widmete er seiner ostschlesischen Heimat. 1985 erhielt er das Bundesverdienstkreuz.

## Werke (Auswahl)
- Pflüger im Nebel. Oberschlesischer Heimatverlag, 1960.
- Ostschlesisches Credo. Beskidenland-Verlag, 1963.
- Mensch bleiben in dieser Zeit. Verlag Der Steg im Kreis der Freunde, 1977.
- Nennt sie Erbsünde. Bläschke, 1981.
- Hahnenschreie. Bläschke, 1982.
- Friede. Bläschke, 1984.